# 脉冲密度调制
脈衝密度調變（英語：Pulse Density Modulation，PDM）是一種二進制信號的模擬信號調製方法。在PDM信號中，脈衝的相對密度對應模擬信號的幅度，並不像脈衝編碼調製（PCM）中那樣，特定的幅度值不被編碼成不同權重的脈衝碼。1位DAC的輸出與信號的PDM編碼相同。脈衝寬度調製（PWM）是PDM的一種特殊情況，其中開關頻率是固定的，並且對應於一個樣本的所有脈沖在數字信號中是連續的。對於分辨率為8位的50％電壓，PWM波形將打開128個時鐘週期，然後在剩餘的128個週期內關閉。利用PDM和相同的時鐘速率，信號將在每隔一個週期的開啟和關閉之間交替。兩種波形的平均值均為50％，但PDM信號更頻繁地切換。對於100％或0％的水平，它們是相同的。

## 描述
在脈衝密度調製的比特流中，1對應於正脈衝（+ A），0對應於負脈衝（-A）。這可以表示為：
{\displaystyle x[n]=-A(-1)^{a[n]}\ }
其中，其中x[n]是雙極性比特流（-A或+ A），而a[n]是相應的二進制比特流（0或1）。
由全1組成的運行將對應於最大（正）幅值，所有0將對應於最小（負）幅值，並且交替的1和0將對應於零幅度值。 通過雙極PDM比特流的低通濾波器恢復連續振幅波形。

## 例子
三角函數，採樣的單個週期 100倍並表示為PDM比特流，是：
0101011011110111111111111111111111011111101101101010100100100000010000000000000000000001000010010101
兩個較高頻率的正弦波週期將顯示為：

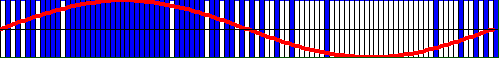
An example of PDM of 100 samples of one period of a sine wave. 1s represented by blue, 0s represented by white, overlaid with the sine wave.

0101101111111111111101101010010000000000000100010011011101111111111111011010100100000000000000100101

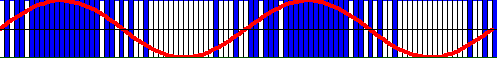
A second example of PDM of 100 samples of two periods of a sine wave of twice the frequency

In pulse-density modulation, a high density of 1s occurs at the peaks of the sine wave, while a low density of 1s occurs at the troughs of the sine wave.